# 被单戏
被单戏，是一種中华人民共和国四川民間戲曲。

## 特点
利用一张桌子，将桌子四角绑上四根竹竿，然后再将一块被单一样的布围住竹竿，这样搭成了被单戏戏台。演员的拇指、食指、中指分别套入空木偶的衣袖、头像、衣袖，通过这三个手指头的活动进行动作表演。同时，演员可变幻声音演唱，并配有岳池特色的锣鼓、唢呐、二胡等乐器演奏。代表艺人有蒋银山。